# Silumin

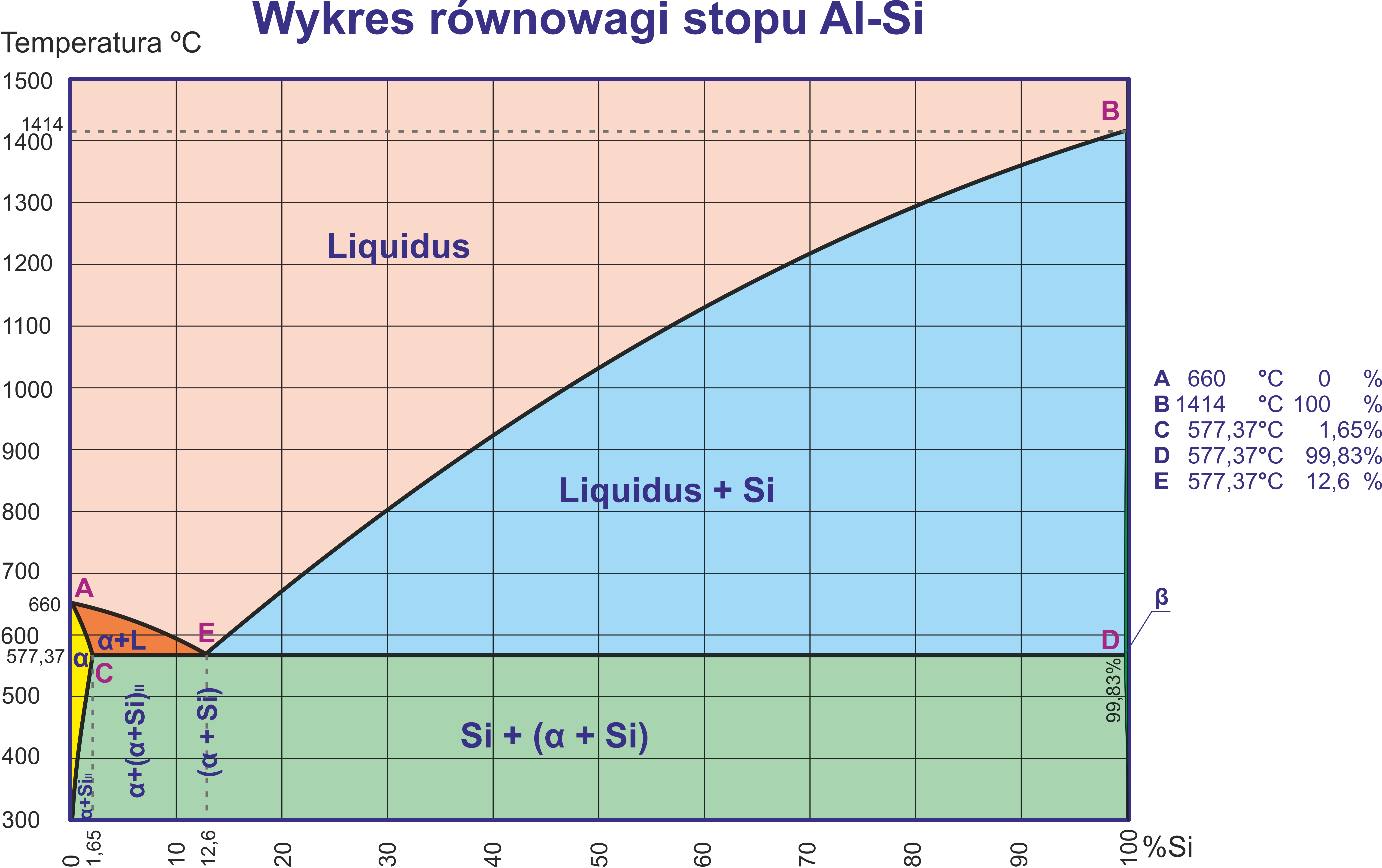

Silumin é o nome genérico de ligas de Al (Alumínio) com Si (Silício) em proporções de ~2% a ~22%.
A liga de 87-88%Al (Alumínio) com 12-13% de Si (Silício), proporção na qual a mistura é eutética, é muitas vezes chamada de Alpax, possuindo boas resistências mecânica e à corrosão. Esta liga foi descoberta na Polônia em 1920 e deu início ao desenvolvimento das ligas Silumin.
As ligas com teores de Si inferiores a 12-13% são às vezes chamadas hipoeutéticas e as de teores superiores de hipereutéticas.
As ligas Silumin são utilizadas para fabricação de peças fundidas, entre elas blocos de motores automotivos.
1. ↑  «Aluminum-Silicon Alloys». www.totalmateria.com. Consultado em 18 de janeiro de 2023